# Nepenthes palawanensis
Nepenthes palawanensis, biljka mesožderka iz porodice Nepenthaceae. Pripada rodu vrčasti grm. Otkrivena je u veljači 2010 godine i iste godine je opisana. Endem je na Sultan Peaku, na otoku Palawan u Filipinima.